# Campeonato de Escocia de Rugby 2016-17
El Campeonato de Escocia de Rugby (Premiership) de 2016-17 fue la 44° edición del principal torneo de rugby de Escocia.

## Sistema de disputa
El torneo se disputó en formato de todos contra todos en la que cada equipo enfrentó a cada uno de sus rivales.
Los mejores cuatro equipos clasificaron a la fase final, consistente en dos partidos semifinales y una final.
El penúltimo clasificado disputó una promoción frente al subcampeón de la segunda división y el último descendió directamente a dicha categoría.

## Clasificación
| Pos. | Equipo              | Encuentros | Encuentros | Encuentros | Encuentros | Tantos | Tantos | Tantos | Puntos |
| Pos. | Equipo              | PJ         | PG         | PE         | PP         | F      | C      | Dif    | Puntos |
| ---- | ------------------- | ---------- | ---------- | ---------- | ---------- | ------ | ------ | ------ | ------ |
| 1.º  | Melrose RFC         | 18         | 16         | 0          | 2          | 579    | 285    | +294   | 78     |
| 2.º  | Ayr RFC             | 18         | 15         | 0          | 3          | 598    | 369    | +229   | 74     |
| 3.º  | Glasgow Hawks       | 18         | 11         | 0          | 7          | 560    | 456    | +104   | 57     |
| 4.º  | Currie Chieftains   | 18         | 10         | 0          | 8          | 531    | 456    | +75    | 53     |
| 5.º  | Heriot's FP         | 18         | 10         | 1          | 7          | 443    | 327    | +116   | 52     |
| 6.º  | Watsonians          | 18         | 7          | 0          | 11         | 420    | 534    | -114   | 37     |
| 7.º  | Boroughmuir RFC     | 18         | 5          | 0          | 13         | 442    | 588    | -146   | 32     |
| 8.º  | Stirling County RFC | 18         | 6          | 0          | 12         | 372    | 481    | -109   | 30     |
| 9.º  | Hawick RFC          | 18         | 5          | 1          | 12         | 364    | 565    | -201   | 30     |
| 10.º | Gala RFC            | 18         | 4          | 0          | 14         | 371    | 619    | -248   | 23     |

|  | Semifinalistas.                                        |
|  | Repechaje frente al subcampeón de la segunda división. |
|  | Descendido.                                            |

### Fase final

#### Semifinal
| 1 de abril de 2017 | Melrose RFC | 42 - 15 | Currie Chieftains |  |  |

| 1 de abril de 2017 | Ayr RFC | 38 - 17 | Glasgow Hawks |  |  |

#### Final
| 15 de abril de 2017 | Melrose RFC | 8 - 12 | Ayr RFC |  |  |

| Bandera de Escocia |
| Campeón Ayr RFC    |
| Tercer título      |

## Promoción
| 29 de abril de 2017 | Edinburgh Accies | 20 - 23 | Hawick RFC |  |  |

- Hawick asciende a la Premiership para la siguiente temporada.